# Vi bygger med Cembrit
Vi bygger med Cembrit er en virksomhedsfilm fra 1942 instrueret af Ingolf Boisen efter eget manuskript.

## Handling
Skildring af, hvorledes en stor dansk fabrik klarer en krise ved at anvende erstatningsråstoffer.